# Up All Night (30 Rock)
"Up All Night" é o 13.° episódio da primeira temporada da série de televisão de comédia de situação norte-americana 30 Rock. Teve o seu enredo escrito pela argumentista-chefe e produtora executiva Tina Fey, e foi realizado por Michael Engler. A sua transmissão nos Estados Unidos ocorreu a 8 de Fevereiro de 2007. Os actores convidados que apareceram no episódio foram Rachel Dratch, Jason Sudeikis, Isabella Rossellini, Sherri Shepherd, Keith Powell, Lonny Ross, Katrina Bowden, Maulik Pancholy, e John Lutz. A personalidade Joy Behar participou a interpretar uma versão fictícia de si própria.
O episódio centra-se nos acontecimentos do Dia dos Namorados: Liz Lemon (interpretada por Fey) recebe um presente misterioso; Frank Rossitano (Judah Friedlander) comenta que odeia Jenna Maroney (Jane Krakowski); Pete Hornberger (Scott Adsit) esquece-se do dia, que coincide com o aniversário da sua esposa Paula; os argumentistas do TGS acreditam que Cerie Xerox (Bowden) tem sentimentos românticos pelo estagiário Kenneth Parcell (Jack McBrayer); e Tracy Jordan (Tracy Morgan) tenta passar uma noite romântica com a sua esposa Angie (Shephard). Entretanto, o divórcio de Jack Donaghy (Alec Baldwin) e Bianca (Rossellini) torna-se oficial.
Em geral, "Up All Night" foi recebido com opiniões mistas pelos críticos especialistas em televisão do horário nobre, que comentaram que embora não tenha atingindo o patamar estabelecido pelo seu predecessor, foi ainda agradável. Na 59.ª cerimónia anual dos prémios Emmy do horário nobre, Fey recebeu uma nomeação na categoria Melhor Actriz Principal em Série de Comédia pelo seu desempenho. De acordo com os dados publicados pelo sistema de mediação de audiências Nielsen Ratings, o episódio foi assistido por uma média de 5,20 milhões de telespectadores norte-americanos, a menor quantidade atingida pela série até então, e foi-lhe atribuída a classificação de 2,5 e seis de share no perfil demográfico dos telespectadores entre os 18 aos 49 anos de idade.

## Produção
"Up All Night" é o 13.° episódio da primeira temporada de 30 Rock. O seu enredo foi escrito por Tina Fey — criadora, produtora exeuctiva, argumentista-chefe e actriz principal —  e foi realizado por Michael Engler, marcando assim a sexta vez que Fey escreve o argumento para um episódio do seriado, sendo "Black Tie" o seu mais recente, o segundo crédito de realização por Engler, após "The Baby Show". Robert Carlock, que vinha sendo co-produtor executivo desde o episódio piloto até "Black Tie", passou a receber o crédito de produtor executivo da temporada a partir de "Up All Night" em diante, com excepção de "The C Word", transmitido fora da ordem da produção. Embora tenha feito uma participação interpretando Sue LaRoche-Van der Hout, a actriz Sue Galloway não foi creditada durante a transmissão dos créditos finais.

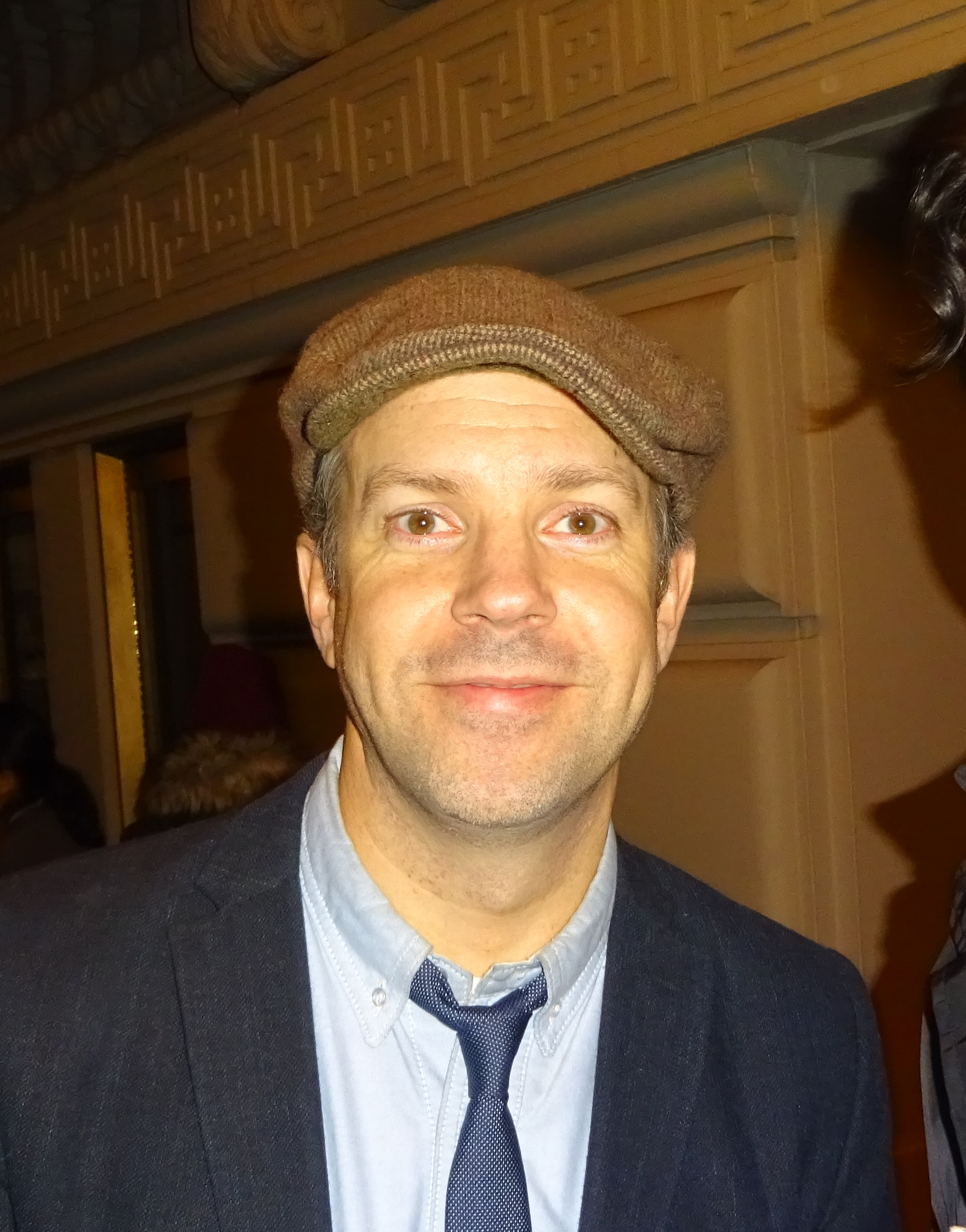
"Up All Night" marcou a estreia de Jason Sudeikis em 30 Rock.

Rachel Dratch, parceira de longa data e companheira de comédia de Fey no SNL, foi originalmente escolhida para interpretar a personagem Jenna Maroney. Dratch interpretou o papel no episódio piloto original do seriado, nunca transmitido na televisão. No entanto, em Agosto de 2006, foi anunciado que a actriz Jane Krakowski iria substituir Dratch neste papel, com esta última interpretando várias personagens diferentes ao longo da série. Segundo Fey, Dratch era "melhor adaptada para interpretar uma variedade de personagens secundárias excêntricas," e o papel de Jenna era para ser desempenhado em "linha recta." "Ambos Tina e eu obviamente adoramos Rachel, e nós queríamos encontrar uma maneira na qual pudéssemos explorar a sua força," afirmou o produtor Lorne Michaels em entrevista à revista Variety. Em "Up All Night", interpretou Vlem, a prostituta de Jack.
O comediante Jason Sudeikis, que também integrou o elenco do SNL, fez a sua participação de estreia como as personagem Floyd DeBarber. Vários outros membros do elenco do SNL já fizeram uma participação em 30 Rock, incluindo Fred Armisen, Kristen Wiig, Will Ferrell, Jimmy Fallon, Amy Poehler, Julia Louis-Dreyfus, Bill Hader, Jason Sudeikis, Tim Meadows, Molly Shannon, Siobhan Fallon Hogan, Gilbert Gottfried, Andy Samberg, Rachel Dratch, Chris Parnell, Jan Hooks, Horatio Sanz, e Rob Riggle. Ambos Fey e Tracy Morgan fizeram parte do elenco principal do SNL, com Fey sendo ainda a apresentadora do segmento Weekend Update. Outros membros da equipa de 30 Rock que trabalharam em SNL são John Lutz, argumentista entre 2003 a 2010, e Steve Higgins, argumentista e produtor do SNL desde 1995. O actor Alec Baldwin apresentou o SNL por dezassete vezes, o maior número de episódios por qualquer personalidade.
O actor e comediante Judah Friedlander, intérprete da personagem Frank Rossitano em 30 Rock, é conhecido pelos seus bonés de camioneiro de marca registada que usa dentro e fora da personagem Frank. Os chapéus normalmente apresentam palavras ou frases curtas estampadas neles. Friedlander afirmou que ele próprio é quem faz os acessórios. Revelou também que "alguns deles são brincadeiras íntimas, e alguns são simplesmente piadas." A ideia veio do persona de Friedlander nas suas apresentações de comédia stand-up, nas quais os objectos de adorno estão todos estampados com a escrita "campeão mundial" em línguas e aparências diferentes. Neste episódio, Frank usa um boné que lê "Extra Cheese".

## Enredo
É o Dia dos Namorados, embora o elenco e a equipa do TGS tenha de trabalhar toda a noite. O argumentista Frank Rossitano (Judah Friedlander) revela que odeia a estrela Jenna Maroney (Jane Krakowski) durante um jogo de Marry, Boff, Kill. Jenna tenta, por muitas vezes, se redimir com Frank, usando a sua participação no Dia da Vagina, "um evento de caridade fundado por um grupo de celebridades que por algum motivo nunca foi convidado para participar de Os Monólogos da Vagina" como argumento. Outro jogo de Marry, Boff, Kill leva alguns guionistas a acreditarem que a assistente do TGS, Cerie Xerox (Katrina Bowden), tem sentimentos amorosos por Kenneth Parcell (Jack McBrayer). Para tirarem prova, os argumentistas mandam os dois em uma jornada para comprarem doces. Kenneth e Cerie fazem uma caminhada em torno do Rockefeller Center, e ela acaba por revelar não se sentir atraída por Kenneth. Entretanto, o produtor Pete Hornberger (Scott Adsit) se esqueceu do dia, que coincide com o aniversário da sua esposa Paula. Então, passa a noite rodando pela cidade à procura de presentes de aniversário e de Dia dos Namorados. Por outro lado, o plano do casal Tracy (Tracy Morgan) e Angie Jordan (Sherri Shepherd) de passarem a noite no Hotel Soho Grand é interrompido pelo recém-divorciado Jack Donaghy (Alec Baldwin) e a sua prostituta Vlem (Rachel Dratch). Liz Lemon (Tina Fey) recebeu bombons e flores de um suposto admirador secreto, que ultimamente revela-se ser Floyd DeBarber (Jason Sudeikis), e os presentes eram na verdade destinados à sua namorada Liz Lemler, que trabalha no departamento de contabilidade do TGS.

## Repercussão

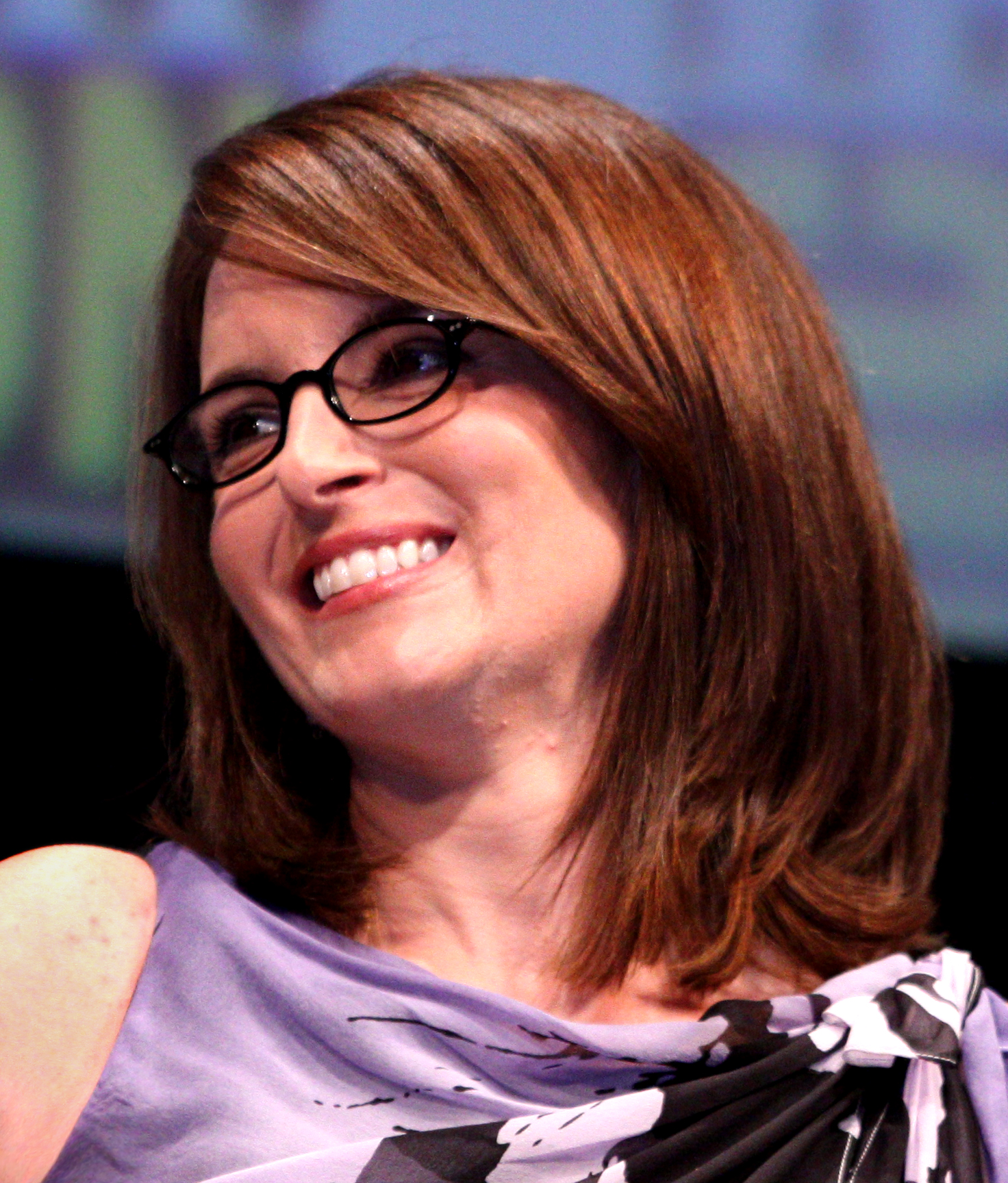
Tina Fey recebeu uma nomeação a um Prémio Emmy pelo seu desempenho em "Up All Night."

Nos Estados Unidos, "Up All Night" foi transmitido originalmente na noite de 8 de Fevereiro de 2007 através da NBC, como o 13.° episódio de 30 Rock. Naquela noite, de acordo com as estatísticas reveladas pelo serviço de mediação de audiências Nielsen Ratings, foi visto por uma média de 5,17 milhões de telespectadores e recebeu a classificação de 2,5 e seis de share no perfil demográfico de telespectadores entre os dezoito aos 49 anos de idade. O 2,5 refere-se a 2,5 por cento de todas as pessoas entre os dezoito aos 49 anos de idade nos EUA, e os seis refere-se a seis por cento de todas as pessoas de dezoito a 49 anos de idades assistindo televisão no momento da transmissão.
| Críticas profissionais | Críticas profissionais |
| Avaliações da crítica  | Avaliações da crítica  |
| Fonte                  | Avaliação              |
| ---------------------- | ---------------------- |
| A.V. Club              | B+                     |
| IGN                    | 8,5/10                 |
| TV Guide               | (positiva)             |

Para o analista Matt Webb Mitovich na sua análise crítica para a revista de entretenimento TV Guide, "seria quase impossível corresponder à introdução da semana passada totalmente maníaca do príncipe Gerhardt, portanto, perdoe 30 Rock se o 'trajecto' desta semana foi 'simplesmente' muito divertido por [alguns] momentos." Acrescentou ainda que, em comparação com o enredo de Jack, "sorri mais assistindo ao enredo microscópico B dos guionistas a jogarem Marry, Boff, Kill." Segundo o analista de televisão Robert Canning, na sua análise para o portal britânico IGN, "o episódio do Dia dos Namorados de 30 Rock deu-nos uma grande surpresa: uma hora e meia de um programa conhecido por ser acima da média," adicionando que esta foi "uma surpresa agradável."
Na 59.ª cerimónia anual dos prémios Emmy do horário nobre, a performance de Fey rendeu-lhe uma nomeação na categoria Melhor Actriz Principal em Série de Comédia. Porém, foi a actriz America Ferrera que venceu pelo seu desempenho no episódio piloto de Ugly Betty.